# Rhytoniglossum
× Rhytoniglossum (abreviado Rtg) es un híbrido intergenérico entre los géneros de orquídeas Miltoniopsis × Odontoglossum × Rhynchostele. Fue publicado en Sander's List Orchid Hybrids Addendum 2002-2004: lviii (2005).